# Kupol Chugunova
Kupol Chugunova är en bergstopp i Antarktis. Den ligger i Östantarktis. Australien gör anspråk på området. Toppen på Kupol Chugunova är 20 meter över havet.
Terrängen runt Kupol Chugunova är platt. Havet är nära Kupol Chugunova åt nordväst. Trakten är obefolkad. Det finns inga samhällen i närheten.